# Mussa (linguistica)
Mussa (in grafia ligure móssa) è un termine che in ligure indica l'apparato genitale femminile, la vagina, solitamente con connotazione volgare. Indica, oltre a questa accezione, anche il significato di bugia o scusa, oltre che di vizio, senza accezione volgare.

## Etimologia
Un'interpretazione la lega al provenzale mus, che ne indica il pelo, probabilmente proveniente dal latino mus, topo. Il termine si può collegare al termine "muscolo" per cozza.

## Modi di dire
Nel genovese parlato si usa dire:
- Avere delle musse con il significato trovare delle scuse per non fare una certa cosa (anche: avere dei grilli per la testa)
- Dire delle musse con il significato dire della falsità, raccontare frottole
- Pin de musse  (anche titolo di una canzone di Buio Pesto) con il significato di essere una persona viziata
- Contamusse (anche titolo di una canzone di Buio Pesto) talvolta italianizzato in Raccontamusse con il significato di persona che racconta frottole

## Nella cultura
mandilli nu ti n'æ , t'æ ciǜ musse che dinæ [...]»
(dal ritornello di Trilli Trilli, canto popolare genovese)
rugiu de mussa pìnn-a»
(Fabrizio De André, Jamìn-a)
ä Fuxe cheusce de sciaccanuxe

in Caignàn musse de tèrsa man

e in Puntexéllu ghe mùstran l'ouxéllu»
(Fabrizio De André, A Duménega)